# カラコール
カラコール(Caracole、Caracol)は、16世紀から18世紀にかけてヨーロッパの騎兵が使用した戦術。敵前にギャロップで接近し、馬上で射撃をした後に半回転して後方へ下がる機動をいう。
カラコールとはスペイン語でカタツムリ、あるいは螺旋の意味である。敵前で半回転する独特の機動が、カタツムリの殻を思わせることからこのように呼ばれた。フランス語では同様にカタツムリを意味するリマソン(Limaçon)と呼ぶ。この戦術が普及したことから、カラコールは騎兵の半回転をあらわす用語となった。

## 歴史

### 槍騎兵の没落
中世を通してヨーロッパでは馬上槍(ランス)を持った重騎兵、いわゆる騎士が大きな力を発揮した。重騎兵の槍突撃(ランス・チャージ)は、その高い衝力によって歩兵の隊列を容易に崩すことができた。15世紀、スイス人はパイクによる密集方陣を組んでこの脅威に対抗した。グランソンの戦いや、ナンシーの戦いなどでこの戦術は成功を収め、重騎兵の突撃を粉砕した。各国の軍隊は、このスイス槍兵の密集方陣を模倣し、あるいはまた、彼らをスイス人傭兵として雇い入れた。その後、スペインがテルシオ(スペイン方陣)と呼ばれるパイクと火器を組み合わせた大方陣を開発すると、歩兵方陣の防御力はさらに強化された。こうした歩兵の変革の結果、重騎兵の槍突撃の効果は低下し、突撃を許されるのは歩兵隊列が何らかの理由で崩れたときのみとなった。
16世紀中頃、ドイツにおいてホイールロック式のピストルを持った新式の騎兵(レイター)が登場し、槍騎兵をさらなる衰退に追い込んだ。ピストル騎兵は従来の槍騎兵よりも長い射程（10m弱）を持ち、接近戦で優位に立つことができたからである。ホイールロック式ピストルは、点火機構の複雑さから命中精度は高いものの装填に手間が掛かった。当初は一部の裕福な騎士が持つにとどまったが、16世紀末になると国により騎兵への配備が進んだ。17世紀になると、ホイールロック式よりも安価で構造も簡単なフリントロック式ピストルが誕生し、ピストル騎兵はますます一般的になった。ピストル騎兵が増加すると、対抗手段を持たない槍騎兵は減少するしかなかった。このため重騎兵の主流はピストルで武装した胸甲騎兵となっていった。

### カラコールの限界
槍騎兵と入れ替わって騎兵の主力の地位を手にしたピストル騎兵だったが、彼らには致命的な欠陥が存在した。ピストル騎兵は衝撃力が低く、歩兵の隊列を破ることができなかったのである。カラコールはこうした状況から生み出された戦術だった。騎兵の機動力を生かし、敵前で発砲と反転を繰り返すことによって、一方的に攻撃できると考えられたのである。しかし、これは机上の空論に過ぎなかった。騎兵の持つピストルは、射程も命中率も低く、歩兵に効果的な打撃を与えられなかった。むしろ半回転したところで歩兵のマスケット銃に狙い撃ちにされることのほうが多かった。ピストルを用いた胸甲騎兵を火力で支援する火縄銃騎兵（Harquebusier）やカービン騎兵も存在したが根本的な解決にはならなかった。
当時の軍事指揮官たちは、カラコールの効果の低さを認め、騎兵たちに突撃をさせようとした。あるいはまた、もっと接近して射撃するように命令した(ピストルの有効射程は5メートル以下だった)。しかし、当時の軍隊の主力は傭兵であり、彼らは命を危険にさらす突撃を忌避した。傭兵騎兵は敵前で発砲することで、義務を果たしたように見せかけ、射撃を終えるとすぐに半回転した。つまり、16、17世紀の戦場でカラコールが見られたのは、必ずしも軍事指揮官たちの意図した結果ではなかった。兵が突撃を嫌ったがために、結果的にカラコールになってしまったのであった。

### 打撃力復活の試み
16世紀後半から17世紀初頭にかけて、軍事指揮官たちは騎兵の打撃力を回復させる方法を模索した。フランス王アンリ4世は、サーベルとピストルを組み合わせた抜刀突撃戦術(サーベル・チャージ)を考案し、これは一定の成功を収めた。同時代のオラニエ公マウリッツもサーベルとピストルで武装し抜刀襲撃を主任務とした騎兵を整備している。
アンリ4世らの抜刀突撃戦術を発展させ、これを一般化させたのは、スウェーデン王グスタフ2世アドルフであった。グスタフ・アドルフは、砲兵と銃兵の火力支援によって敵の隊列に穴を開け、その後に軽装化した胸甲騎兵を突撃させたのである。このように歩兵、騎兵、砲兵の諸兵科を協同させる戦術を三兵戦術と呼ぶ。この三兵戦術の誕生によって、騎兵は打撃力をある程度ながら取り戻すことができた。効果の低いカラコールは廃れていき、18世紀になるとほとんど見られなくなった。

## 参考書籍
- バート・Ｓ・ホール著、市場泰雄訳、『火器の誕生とヨーロッパの戦争』平凡社
- ジェフリー・パーカー著、大久保桂子訳、『長篠合戦の世界史　－ヨーロッパ軍事革命の衝撃1500年－1800年』同文館出版
- マイケル・ハワード著、奥村房夫、奥村大作共訳、『ヨーロッパ史と戦争』学陽書房
- リチャード＝ブレジンスキー　著「グスタヴ・アドルフの騎兵―北方の獅子と三十年戦争 」(オスプレイ・メンアットアームズ・シリーズ)